# Unstoppable (film, 2010)
Pour les articles homonymes, voir Unstoppable et À fond.
Pour plus de détails, voir Fiche technique et Distribution.
Unstoppable ou À fond de train au Québec est un film d'action américain sorti en 2010, co-produit et réalisé par Tony Scott. Il s'inspire de l'incident du CSX 8888, un fait divers survenu le 15 mai 2001 dans l'Ohio, où un train est « laissé » sans conducteur
Il s'agit du dernier long métrage du réalisateur, mort en 2012. Le film reçoit globalement de bonnes critiques de presse à sa sortie et récolte plus de 167 millions de dollars au box-office.
Le film se déroule en Pennsylvanie, où une erreur humaine envoie le train de fret AWVR 777 (Allegheny West Virginia Railroad), transportant des marchandises dangereuses, sur la voie, sans conducteur. Ce train fou menace de dérailler et dévaster toute une région, notamment une grande ville où vivent plusieurs milliers d'habitants et où se trouve un grand viaduc en courbe : Stanton. Connie Hooper, la responsable de triage, tente de gérer la situation. Frank Barnes, un ingénieur mécanicien proche de la retraite, et Will Colson, un jeune chef de train nouvellement engagé, conduisent un convoi de fret en sens inverse depuis Stanton, jusqu'à ce qu'ils croisent le train fou et décident de s'associer au péril de leurs vies pour le rattraper en marche arrière. Pendant ce temps, Oscar Gavin, patron de Connie, tente en vain de faire arrêter le train. Seuls Frank et Will peuvent intervenir : ils ont 100 minutes pour trouver une solution et reprendre les commandes du « triple 7 ».

## Synopsis
Alors que deux hôtesses de triage font déplacer un train de fret mixte Allegheny and West Virginia Railroad (AWVR) à Fuller Yard, dans le nord de la Pennsylvanie, Dewey, l'ingénieur, se rend compte qu'un aiguillage à point de fuite devant n'est pas correctement aligné. Il quitte la cabine de locomotive de tête 777 pour le changer en mettant la manette des gaz au ralenti. Mais avant qu'il puisse y remonter, le train laissé sans surveillance passe à pleine puissance et se dirige vers le sud à toute vitesse sur la ligne principale.
Croyant que le train roule à vitesse modérée, Dewey appelle la responsable de la gare de triage Connie Hooper, qui ordonne au soudeur en chef, Ned Oldham, de devancer le train avec sa camionnette et de le détourner de la voie principale. Mais quand Dewey arrive où il est sensé aborder le train, c'est pour constater que celui-ci est déjà passé et informe Connie. Les deux collègues réalisent alors qu'il fonctionne à pleine puissance. Connie alerte son patron, Oscar Galvin, vice-président des opérations ferroviaires, et contacte la police locale, du comté, ainsi que celle de l'État, leur demandant de bloquer tous les passages à niveau, tandis que Ned continue de poursuivre le 777 dans son pick-up. Scott Werner, inspecteur de la Federal Railroad Administration ou FRA, est en visite à Fuller Yard pour rencontrer des étudiants sur le train d'excursion d'une campagne de sécurité ferroviaire (RSC 2002). Il avertit que 8 des 39 wagons de marchandises du 777 contiennent du phénol fondu, hautement toxique et inflammable, ce qui causerait une catastrophe majeure si le train devait dérailler dans une zone peuplée.
Connie suggère qu'ils fassent dérailler le train alors qu'il traverse des terres agricoles inhabitées. Oscar Galvin rejette l'idée, car il croit avoir une solution permettant d"économiser l'argent du chemin de fer : accrocher le train derrière deux locomotives dirigées par l'ingénieur vétéran Judd Stewart, et le ralentir suffisamment pour que l'employé de l'AWVR Ryan Scott, vétéran de la marine américaine, descende d'un hélicoptère pour accéder à la cabine de contrôle. Mais Ryan s'assomme au cours de la tentative, quand le train fou se précipite soudainement en avant alors qu'il s'en approche. Judd Stewart tente de détourner le 777 vers une voie d'évitement mais échoue; il est tué lorsque ses locomotives déraillent à un aiguillage et que le carburant diesel s'enflamme en les détruisant. Oscar Galvin se rend compte que le 777 va dérailler sur la voie surélevée de la courbe du viaduc Stanton, près d'une ville très peuplée du sud de la Pennsylvanie, et décide de provoquer son déraillement au nord de la petite ville d'Arklow.
Pendant ce temps, l'ingénieur ferroviaire vétéran de l'AWVR Frank Barnes et le chef de train Will Colson, une nouvelle recrue préoccupée par une ordonnance restrictive de sa femme Darcy, tractent 25 wagons avec la locomotive 1206 sur la même ligne en direction du nord. Progressant sur une voie d'évitement de la ligne principale, ils s'engagent de justesse sur une piste RIP avant le train fou qui fracasse leur dernier wagon. Frank observe que la dernière voiture du 777 a un attelage ouvert et propose qu'ils aillent en sens inverse vers le train. Le but est de tenter de coupler leur moteur à l'emballement de la machine, en utilisant les freins du 1206 pour ralentir le train fou avant qu'il atteigne la courbe de Stanton. Will détache ses propres voitures pendant que Frank rapporte son plan à Connie et à Oscar Galvin, avertissant que l'idée de ce dernier d'utiliser des dérailleurs portables échouera, compte tenu de l'élan du 777.  Le patron menace de renvoyer Frank, qui l'informe qu'il est déjà contraint à une retraite anticipée. Will est lui aussi menacé de renvoi, ainsi que Connie lorsqu'elle prend la parole pour ses deux collègues. Cependant, Frank et Will passent outre et continuent leur poursuite.
Comme Frank l'avait prédit, le train fou déboule à travers les dérailleurs portables sans encombre, à la grande horreur d"Oscar Galvin. Sachant que le plan de Frank est leur seule chance d'éviter un désastre, Connie et Scott Werner prennent le contrôle de la situation. Pendant ce temps, Darcy apprend de sa sœur l'implication de Will dans la poursuite, tandis que les filles de Frank apprennent l'implication de leur père grâce à la couverture télévisée du restaurant des Hooters où elles travaillent toutes les deux.
Frank et Will rattrapent le wagon-trémie traînant du 777 et tentent d'engager l'attelage. Lorsque la goupille de verrouillage ne s'engage pas, Will la met en place, mais son pied est écrasé dans le processus. Will revient en boitillant à la cabine du 1206, et Frank essaie de ralentir le 777 avec les freins indépendants, mais il fait peu de progrès avec le 777 toujours sous tension. Will reste dans la cabine pour faire fonctionner les freins dynamiques et l'accélérateur pendant que Frank se fraye un chemin le long du toit des voitures du 777 dans une tentative risquée d'engager les freins à main de chaque voiture. Finalement, les freins du 1206 grillent et le train fou recommence à prendre de la vitesse. À l'aide du frein à air indépendant, Will coordonne la synchronisation des freins avec Frank par radio et ils parviennent à réduire suffisamment la vitesse pour franchir la courbe de Stanton (B & O Railroad Viaduct). Alors que le 777 accélère à nouveau, Ned arrive dans son pick-up sur une route parallèle aux voies et Will saute sur le plateau de la camionnette. Le véhicule roule à l'avant du 777 et Will saute sur la locomotive, réduit l'accélérateur au ralenti et applique les freins, amenant finalement le 777 à un arrêt sûr. Will voit Darcy arriver sur les lieux avec leur fils. Elle le rejoint et le couple s'étreint, tandis que Connie vient féliciter ces hommes courageux qui sont salués comme des héros.
Avant le générique de fin, il est révélé que Frank est promu et prend ensuite sa retraite avec tous les avantages. Will se réconcilie avec Darcy, se remet de ses blessures, continue de travailler avec AWVR et un deuxième enfant est en route. Connie est promue au poste de vice-présidente à la place qu'occupait Oscar Galvin, et il est sous-entendu que son ex-patron a été licencié pour sa mauvaise gestion de l'incident, qui a coûté de l'argent et de l'équipement à la compagnie ferroviaire, causé la mort de Judd Stewart et de la mauvaise publicité Ryan se rétablit complètement et Dewey, tenu pour responsable de l'incident, est renvoyé de son poste mais continue à travailler dans l'industrie de la restauration rapide.

## Fiche technique
- Titre original et français : Unstoppable[2]
- Titre québécois : À fond de train
- Réalisation : Tony Scott
- Scénario : Mark Bomback
- Musique : Harry Gregson-Williams
- Direction artistique : Julian Ashby, Drew Boughton et Dawn Swiderski
- Décors : Chris Seagers
- Costume : Penny Rose
- Photographie : Ben Seresin
- Montage : Robert Duffy et Chris Lebenzon
- Production : Tony Scott, Julie Yorn, Eric McLeod et Mimi Rogers
- Sociétés de production : Dune Entertainment et Scott Free Productions
- Société de distribution : 20th Century Fox (États-Unis et France)
- Budget : environ 100 millions de dollars [3]
- Pays de production :  États-Unis[2]
- Langue originale : anglais
- Format : couleur - 2,35:1 - 35 mm
- Genres : action, catastrophe, thriller
- Durée : 98 minutes
- Dates de sortie :
  - Belgique, France, Suisse romande : 10 novembre 2010[2]
  - États-Unis, Québec : 12 novembre 2010

## Distribution
- Denzel Washington (VF : Emmanuel Jacomy) : Frank Barnes
- Chris Pine (VF : Boris Rehlinger) : Will Colson
- Rosario Dawson (VF : Annie Milon) : Connie Hooper

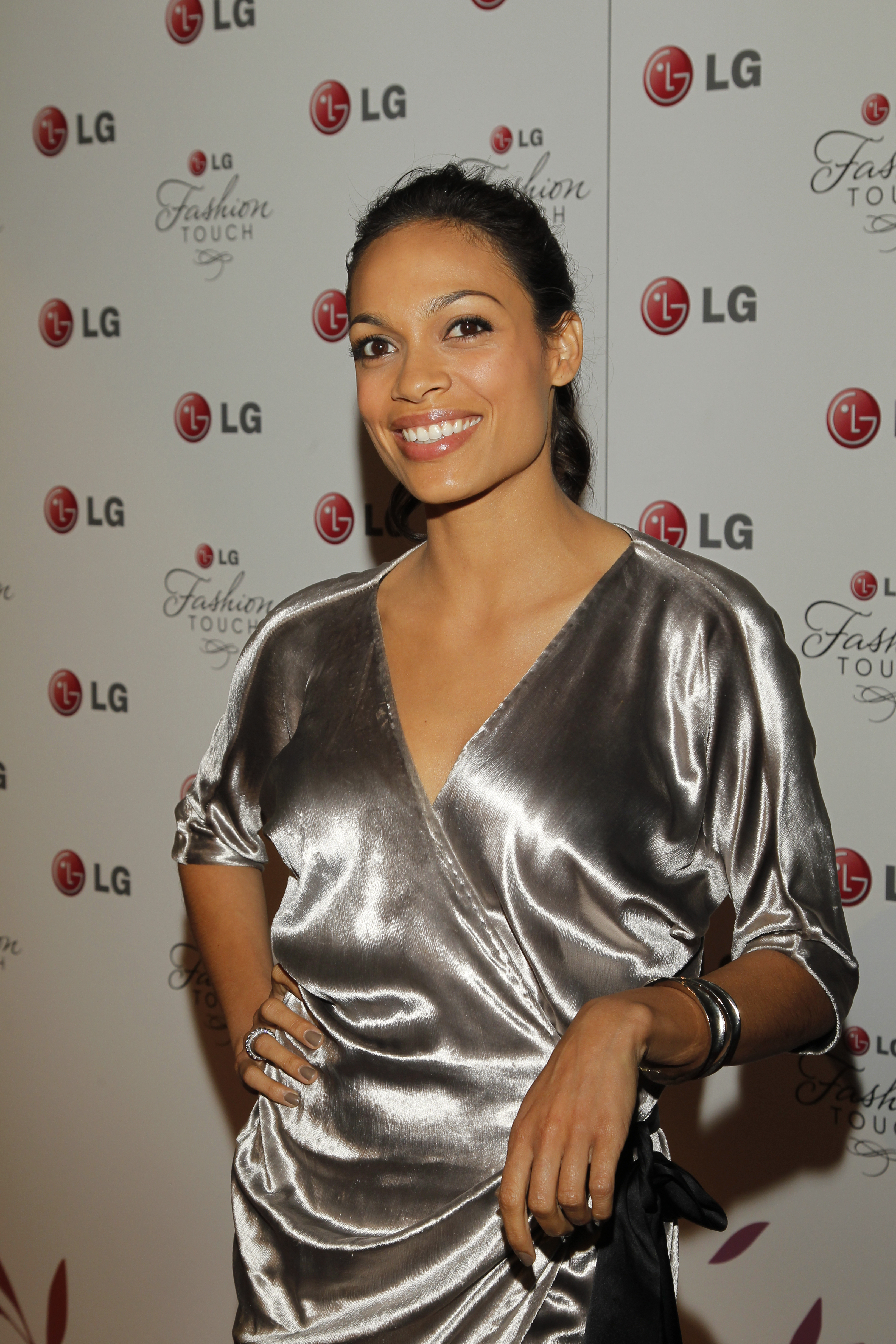
L'actrice Rosario Dawson en mai 2010.

- Jessy Schram (VF : Dolly Vanden) : Darcy Colson, la femme de Will
- Kevin Dunn (VF : Jean-Jacques Nervest) : Oscar Galvin, le patron de Connie
- Kevin Corrigan (VF : Lionel Tua) : Scott Werner, l'inspecteur de la Federal Railroad Administration
- Ethan Suplee (VF : Daniel Kenigsberg) : Dewey
- Kevin Chapman (VF : Gérard Darier) : Bunny
- David Warshofsky : Judd Stewart
- Ryan Ahern : Ryan Scott, l'employé de l'AWVR
- Lew Temple (VF : Philippe Crubézy) : Ned Oldham
- T. J. Miller : Gilleece
- Aisha Hinds : la coordinatrice de la campagne de sécurité des chemins de fer
- Jeff Wincott (VF : Christophe Lemoine) : Jesse Colson, le frère de Will
- Adrienne Wehr (VF : Laura Blanc) : une journaliste

## Production

### Développement
Le projet a été lancé dès 2004 et des réalisateurs comme Robert Schwentke et Martin Campbell ont été pressentis.

### Attribution des rôles
Denzel Washington retrouve Tony Scott pour la cinquième et dernière fois après USS Alabama (1995), Man on Fire (2004), Déjà vu (2006) et L'Attaque du métro 123 (2009).

### Tournage
Le tournage du film a eu lieu du 29 août au 21 novembre 2009, a été tourné aux États-Unis, principalement dans les États de Pennsylvanie, de l'Ohio, de Virginie-Occidentale ainsi que dans l'État de New York.

### Musique
Albums de Harry Gregson-Williams
The Town
(2010) Un jour dans la vie
(2011)
Le compositeur Harry Gregson-Williams a également travaillé avec Tony Scott sur USS Alabama (1995), Le Fan (1996), Ennemi d'État (1998), Spy Game : Jeu d'espions (2001), Man on Fire (2004), Domino (2005), Déjà vu (2006) et L'Attaque du métro 123 (2009).
| 1.  | Stanton, PA                 | 3:32 |
| 2.  | Frank Barnes                | 2:10 |
| 3.  | Will’s Story                | 1:56 |
| 4.  | Ned                         | 2:08 |
| 5.  | Dewey                       | 2:24 |
| 6.  | Not a Coaster               | 2:17 |
| 7.  | Are You In or Are You Out?  | 6:13 |
| 8.  | Realign the Switch          | 3:10 |
| 9.  | Galvin's Strategy           | 2:25 |
| 10. | Playing Chicken with Trains | 1:35 |
| 11. | Will Guides 1206            | 4:04 |
| 12. | The Stanton Curve           | 6:02 |
| 13. | Who Do I Kiss First?        | 4:19 |

La musique électro-pop, présente dans les scènes de bar avec les deux filles du héros joué par Denzel Washington, est la même que celle utilisée dans Man on Fire, quand le même Denzel Washington cherche des renseignements sur la fille disparue.[réf. nécessaire]

## Accueil

### Critiques
Unstoppable a reçu des critiques positives dans les pays anglophones, obtenant 86 % de critiques favorables, basé sur 165 critiques et une note moyenne de 6,9⁄10 sur le site Rotten Tomatoes et 69⁄100, basé sur 34 critiques sur le site Metacritic.

### Box-office
Le film se classe directement à la seconde place dès sa première semaine d'exploitation avec 28 861 914 dollars. Dès sa dixième semaine, il a récolté 80 504 382 dollars. En avril 2011, le film avait généré 167 805 466 dollars dans le monde, pour un budget de 100 000 000 de dollars.
| Pays ou région    | Box-office      | Date d'arrêt du box-office | Nombre de semaines |
| ----------------- | --------------- | -------------------------- | ------------------ |
| États-Unis Canada | 81 562 942 $    | 10 mars 2011               | 17                 |
| France            | 566 416 entrées |                            |                    |
| Total mondial     | 167 805 466 $   | -                          | -                  |